# トミーテック
株式会社トミーテック（英: TOMYTEC CO.,LTD.）は、玩具、模型、フィギュア、天体望遠鏡等の製造・販売を行っている日本の企業。玩具メーカー・タカラトミーの完全子会社。

## 事業内容
鉄道模型TOMIX、天体望遠鏡BORG、各種玩具、模型、フィギュア等の製造販売を行っている。
他に玩具、文具等のOEM生産やローランドディージーの3DスキャナーPICZA・3DプロッタMODELAの販売等を行っている。
なお当社は旧トミーが旧タカラと合併する10年も前の1996年の時点で旧トミーから独立した経緯により、基本的に旧タカラの商品は引き継がない方針だったが、『チョロQzero』の発売以降、この方針は変更された。

## 沿革
- 1996年 -トミーから分社設立。
- 2001年9月3日 - トミーホビー事業部の業務全般、および精密鉄道模型TOMIXのブランドを継承[2]。ただし販路のみトミー本体のネットワークを利用する。
- 2003年 - ジオラマコレクションシリーズの元祖となる、ザ・バスコレクションを発売。
- 2004年 - トミカリミテッドヴィンテージを発売。バスコレクションのイメージキャラクター『バスガール』のフィギュアをイベント限定で発売。
- 2005年 - (ドッツと読み、dot's、DOT'Sと表記されることもある)、鉄道むすめ、マグステージを発売。
- 2006年
  - 3月1日 タカラとトミーの合併によりタカラトミーの子会社となる。コレクションシリーズのシリーズ統一名称を「ジオラマコレクション」とする。
  - 4月 岩手県交通から最後まで残ったBU04を引き取り、動態保存車とする。
- 2008年 - バスむすめ、サボコレクションを発売。
- 2009年
  - 3月 TOMIXブランドで販売されていた人形や自動車などNゲージスケールのアクセサリーをジオコレに統合。
  - 7月 京都バスから日産ディーゼルUA32を引き取り、動態保存車とする。
- 2010年 - 技MIXを継承。
- 2011年 - 旧タカラの伝統を受け継ぐ初めての商品となる『チョロQzero』を発売。
- 2013年4月21日 - 大宮駅近郊に直営店「トミックスワールドテックステーション大宮」をオープン。(2019年1月31日営業終了）
- 2016年 - 32年ぶりのHOナロー（1/80・9mm）規格製品となる『鉄道コレクション ナローゲージ80』を発売。
- 2019年7月27日 - 神田駅近郊に「トミックスショールーム東京」をオープン。

## 製品一覧

### 鉄道模型
- TOMIX （Nゲージ・1/80スケール16.5mmゲージ）

### ジオコレ
ジオコレ/ジオラマコレクションシリーズは、鉄道模型のレイアウトにも利用できる縮尺1/150・1/80のディスプレイモデル。製品はブラインドパッケージのものとオープンパッケージのものがあり、縮尺1/80モデルは全てオープンパッケージである。
- バスコレクション - バスの縮尺1/150（一部縮尺1/80）モデル。
  - バスガールフィギュア - かつての路線バスの女性車掌のフィギュア。オープンパッケージ。
- 街並みコレクション - 商店などの建築物の縮尺1/150モデル。
- カーコレクション - 乗用車の縮尺1/150（一部縮尺1/80）モデル。
- トラックコレクション - トラックの縮尺1/150（一部縮尺1/80）モデル。
- 鉄道コレクション - 鉄道車両の縮尺1/150モデル。国鉄・JRの車両を中心に手掛けてきたTOMIXと異なり、私鉄電車が中心である。専用動力ユニットや走行用パーツセットを取り付けることのよりNゲージ鉄道模型として使用できる。
- トレーラーコレクション - トレーラートラックの縮尺1/150モデル。
- 建物コレクション - 民家などの建築物の縮尺1/150（一部縮尺1/80）モデル。オープンパッケージ。
- 情景コレクション - 人物などの縮尺1/150モデル。オープンパッケージ。
- ジオラマキャラクターズ - アニメ・ゲームキャラクターの縮尺1/150モデル。オープンパッケージ。
- ジオコレ・コンバット - 戦闘シーンを再現する1/144モデル。

### 部品模型
部品模型シリーズは、サボ（行先標）や方向幕などの鉄道関連部品を模型化したものである。
- サボコレクション - 鉄道車両に使われたサボ（行先標）の縮尺1/10モデル。

### スケールミニカー
トミカシリーズはタカラトミー（旧トミー）のシリーズと異なり、大型スケールの細密モデルである。また、旧トミー時代の標準サイズミニカーだった『トミカダンディ』とも異なり、ディスプレイ専用モデルとなる。
- トミカリミテッドヴィンテージ - トミーの同名シリーズを元にした縮尺1/64（一部1/43）の自動車の細密モデル。トミカ発売開始以前の車両をモデル化した製品は「トミカリミテッドヴィンテージ」として、トミカ発売開始以後の車両をモデル化した製品は「トミカリミテッドヴィンテージNEO」としてそれぞれ製品化している。
- トミカエブロ - 縮尺1/43（一部縮尺1/24）の乗用車の細密モデル。
- チョロQzero - 構造は従来のチョロQと同じだが、車種はチョロQ発売当時の1980年代の実車が選択され、よりリアルで実車に忠実な仕上がりとなっている。
- モデラーズスピリット - 縮尺1/35のセドリックバンの細密モデル。自衛隊の業務車1号やパトカー仕様などがラインナップされる。

### キャラクターモデル
- 鉄道むすめ ～鉄道制服コレクション～ - 鉄道現業の制服を着たオリジナルキャラクターのトレーディングフィギュア。これを元にしたメディアミックス展開も行い、一部親会社のタカラトミーから発売された関連商品もある。
- バスむすめ - 上記鉄道むすめの姉妹品。バスガイドをモデルにしたトレーディングフィギュア。

### 分冊百科
トミーテックが製造を担当し、講談社から発売された「Nゲージ ジオラマ製作マガジン」。車両や情景部品などの多くは通常製品の色違いであったが、一部は新規作製された。第3弾の小型ターンテーブルは、特許を取得した製品で、のちに限定発売された。
- 週刊 昭和の「鉄道模型」をつくる - 第1弾。2007年7月～2008年7月に刊行。
- 週刊 鉄道模型 少年時代 - 第2弾。2009年7月～2011年2月に刊行。
- 週刊 SL鉄道模型 - 第3弾。2012年1月～2013年6月に刊行。

### その他
- ボーグ - 天体望遠鏡、地上望遠鏡、望遠レンズとしても使用できるシステム望遠鏡。
- 技MIX - 戦闘機をエンジン音までリアルに再現した彩色済みプラモデル。読みは「ギミックス」。
- .s - ドットピンをプレートにはめてゲームキャラクターの絵を完成させるディスプレイモデル。読みは「ドッツ」。
- マグステージ - ゲームキャラクターのマグネットモデル。
- ゾイドシリーズ関連商品
  - ゾイドヘッドコレクション[5]
  - MSSゾイド
- OH!スーパーミルクチャン - 玩具の商品化。
- パペットマペット - 手にはめたぬいぐるみの商品化。
- 1inch - 1/12スケールのプラスチックモデル。
- リトルアーモリー - 1/12スケールの銃火器のプラスチックモデル。シリーズ発売当初から、アゾン製可動フィギュア「アサルトリリィ」、グッドスマイルカンパニー製可動フィギュア「figma」、コトブキヤ製可動プラスチックモデル「フレームアームズ・ガール」、「メガミデバイス」、「創彩少女庭園」、「アルカナディア」、「無限邂逅メガロマリア」など、約1/12スケール相当の可動式キャラクターモデルをリリースしている他社製の商品と積極的なコラボレーションを図り、figmaとフレームアームズ・ガールについてはリトルアーモリーが付属した商品がそれぞれの発売元から発売されている。

## 保存車両
- 国鉄1400形蒸気機関車 - 1896年にクラウス（現・シーメンス）製。九州鉄道から官鉄への編入を経て、鹿島参宮鉄道鉾田線（関東鉄道を経て後の鹿島鉄道）で1970年まで現役で活躍した。その後、関東鉄道と同じ京成グループのオリエンタルランドが保存しようとしたが、1979年に旧トミー工業が引き取り、1996年の現社設立時に引き継がれた。

| いすゞ・BU04 |  | 日産ディーゼル・UA32L改 |
| いすゞ・BU04 |  | 日産ディーゼル・UA32L改 |

- いすゞ・BU04 - 1980年製。最終世代のBUで、国際興業バス赤羽営業所に納車され東京都内の路線を中心に運行された。1995年に岩手県交通水沢営業所（現・胆江営業所）に移籍、BUシリーズ最後の現役車両として2006年まで使われた。引き取りにあたって、国際興業へ納車された時の塗装に戻された。

- 日産ディーゼル・UA32L改（富士重工5E架装） - 1984年製。京都バス高野営業所に納車され、大原線の急行便や産大線などで活躍した。その後特定運用を経て貸切車となり、2001年には嵐山営業所に転出。同社全体でも最後まで残った5Eボディ車となった。2009年6月に退役し、トミーテックが引き取った。本車が置かれている壬生町は古いディーゼル車の登録が禁止されていないためナンバーが有り公道走行が可能である。

### 過去の保存車両

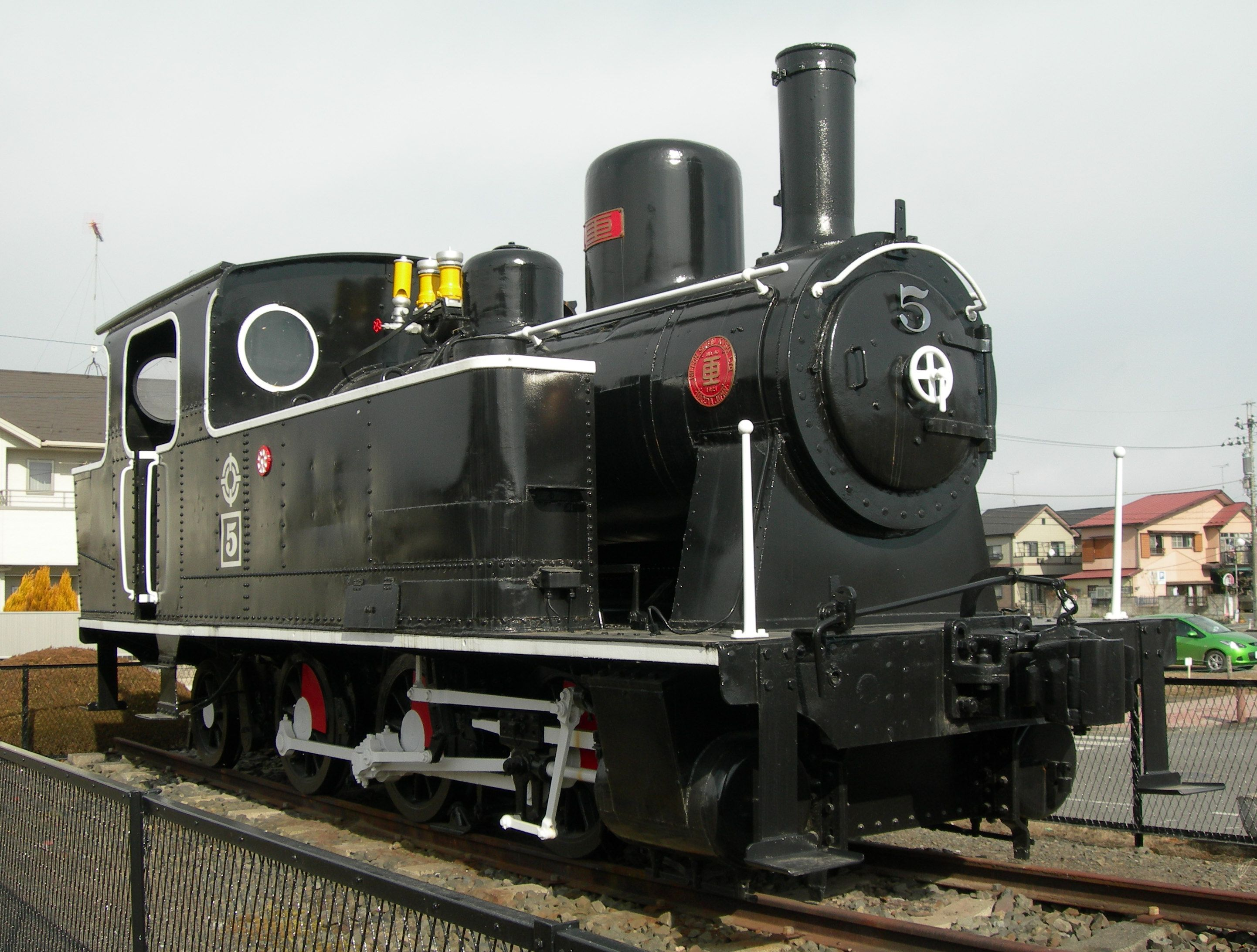
静態保存されている鹿島参宮鉄道5号（旧東武鉄道A3形58）
（2010年2月6日 / おもちゃのまち駅）

- 鹿島参宮鉄道5号蒸気機関車 - 1921年に日本車輌製造製。宇都宮石材軌道（後の東武大谷線）が軽便線の貨物輸送用に作らせたもので、東武鉄道に編入されてA3形58号機となった後、鹿島参宮鉄道に転じて5号となった。戦後は竜崎鉄道から引き継いだ竜ヶ崎線（現・関東鉄道竜ヶ崎線）に移り貨物輸送に従事。1970年に廃車後、オリエンタルランド所有の土地に1400形と共に保管されていたが1979年に旧トミー工業が引き取り、メーカーの日本車両による修復作業を経て静態保存した。1982年に東武宇都宮線おもちゃのまち駅前に移された。

## 業務提携
- Atlas（英語版） - TOMIXの『マルチレールクリーニングカー』を米国で販売していた[6]。
- Dapol - TOMIXの『マルチレールクリーニングカー』を英国で販売しているほか、同製品の技術を利用したOOゲージ版の『Motorised Track Cleaner』を製造・販売している[7]。上記製品はトミーテックでも輸入販売している[8]。
- Faller - TOMIXやジオコレ、欧州向けの鉄コレ・バスコレを欧州で販売している[9]。一部製品はトミーテックでも輸入販売している[10][11][12]。
- Walthers（英語版） - TOMIXやジオコレ、米国向けのバスコレを米国で販売している[13]。同製品はトミーテックでも輸入販売している[12]。